# Carrier Air Wing Fourteen
Das Carrier Air Wing Fourteen (CVW-14) war ein Trägergeschwader der US-Marine. Es wurde im Juli 1950 im Zuge der Aufrüstungsmaßnahmen nach dem Ausbruch des Koreakrieges auf dem Marineflieger-Stützpunkt Naval Air Station Miramar in Kalifornien aufgestellt und 2013 im Zuge von Budgetkürzungen außer Dienst gestellt.

## Geschichte

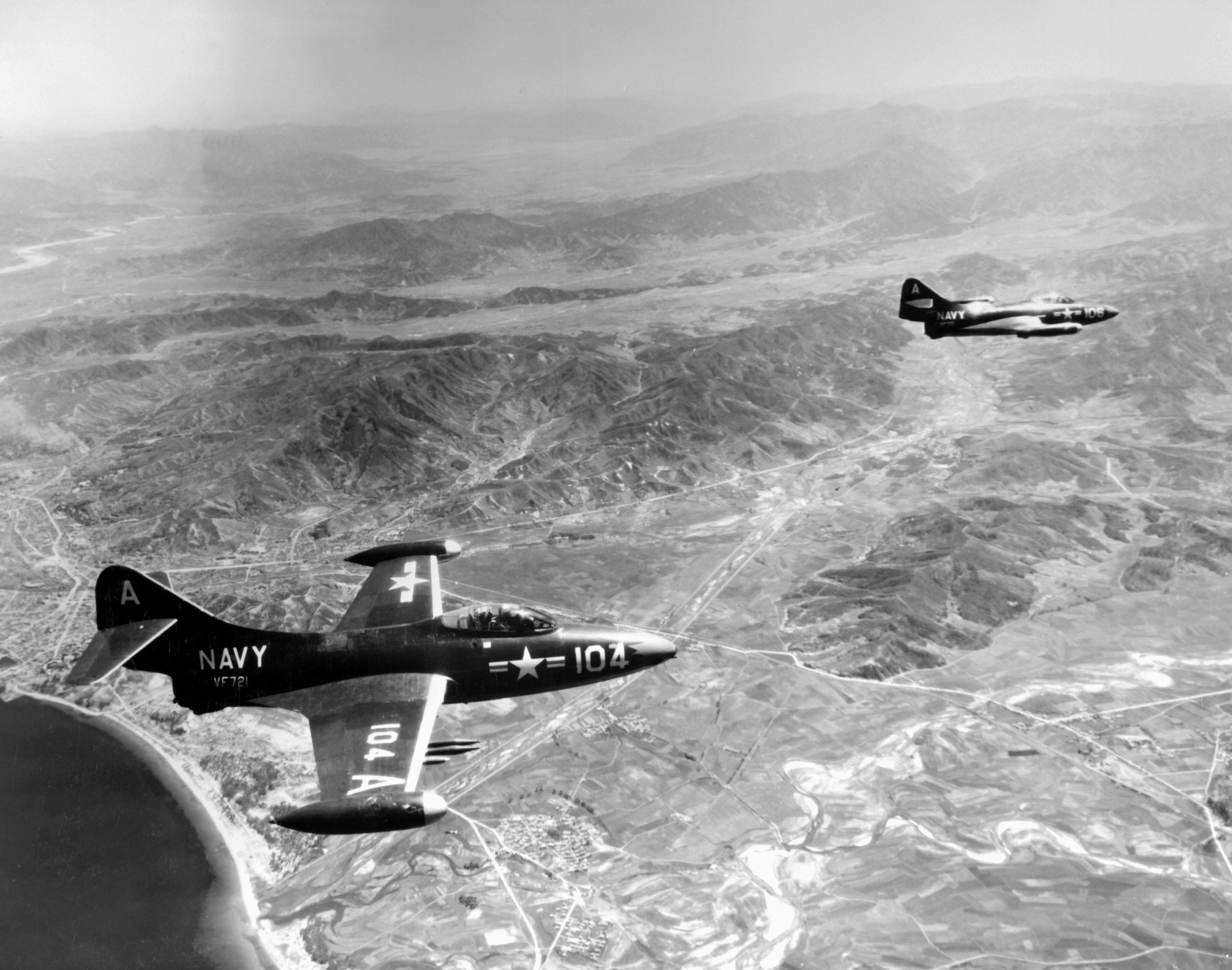
Zwei F9F Panther der Staffel VF-721 1951 über Korea

Ursprünglich wurde das Geschwader als Carrier Air Group 101 (CVG-101) aufgestellt und bestand nur aus Reservestaffeln, die ebenfalls wegen des Koreakrieges mobilisiert worden waren. Ausgerüstet waren die Reservestaffeln mit Grumman F9F Panther, Vought F4U Corsair und Douglas AD Skyraider. Die erste Einsatzfahrt auf dem Träger Boxer führte 1951 nach Korea. Es folgte noch ein weiterer Einsatz im Koreakrieg 1952/53, diesmal auf der Kearsarge. Noch während dieser Einsatzfahrt wurde CVG-101 am 4. Februar 1953 in CVG-14 umbenannt.
1954 folgte eine Einsatzfahrt mit der Randolph ins Mittelmeer, danach ging es wieder für zwei Einsatzfahrten mit den Trägern Boxer und Hornet in den Westpazifik. 1958 nahm der neu in Dienst gestellte Flugzeugträger Ranger CVG-14 in Norfolk (Virginia) an Bord und erreichte auf dem Weg um Kap Hoorn herum seinen neuen Heimathafen Alameda (Kalifornien). Fortan blieb das Geschwader bei der Pazifikflotte. Bis 1964 folgten Einsatzfahrten auf den Flugzeugträgern Oriskany und Lexington. Am 20. Dezember 1963 erfolgte die Umbenennung in Carrier Air Wing Fourteen (CVW-14).

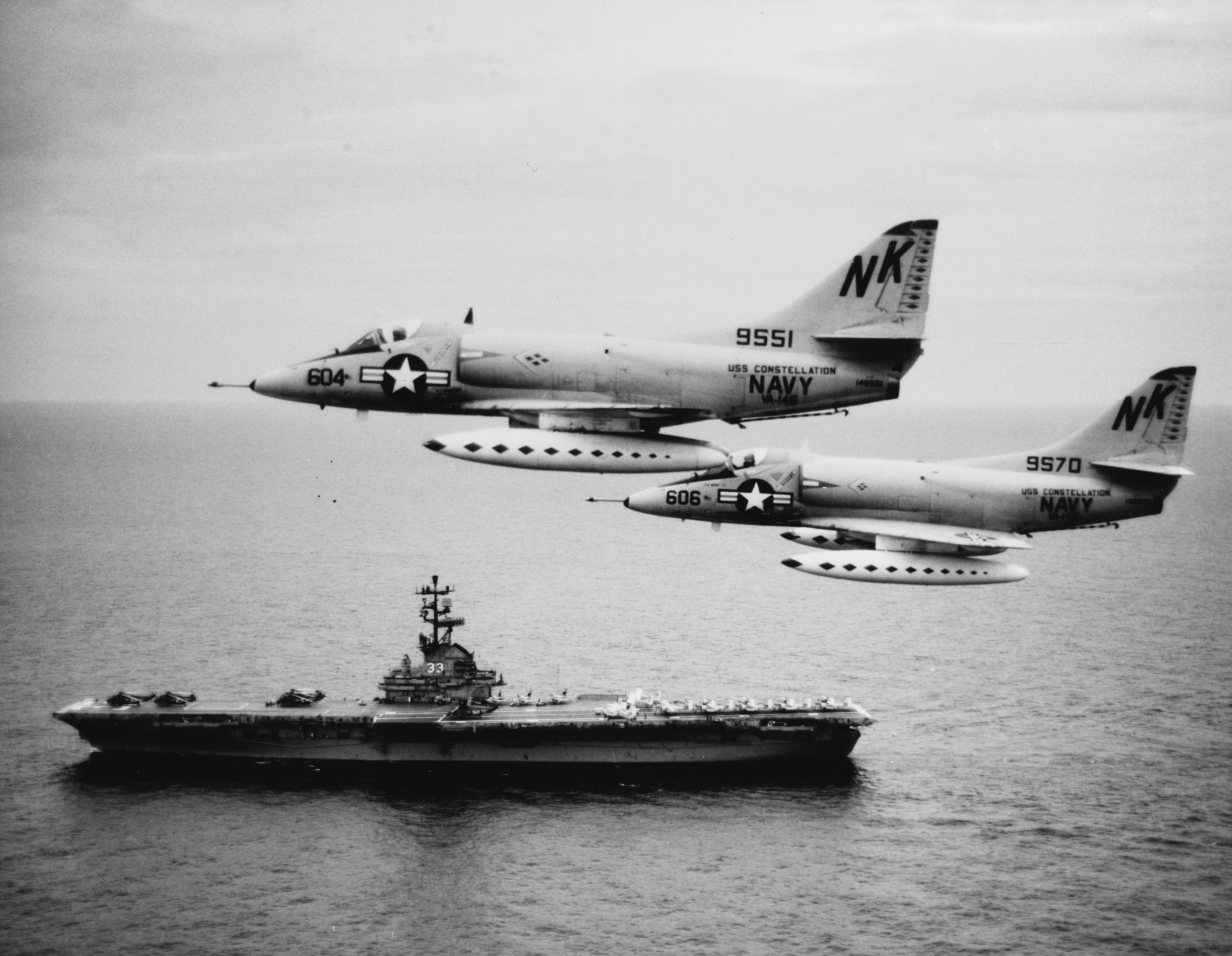
A-4C der VA-146 zu Beginn des Vietnamkrieges

Im August 1964 befand sich CVW-14 mit der Constellation vor Vietnam, als es zum so genannten Tonkin-Zwischenfall kam. In der Folge griffen Flugzeuge des CVW-14 zusammen mit CVW-5 der Ticonderoga nordvietnamesische Schnellboote und deren Basen am 2. und 4./5. August 1964 an. Damit begann der eigentliche Vietnamkrieg. CVW-14 hatte bei den Angriffen die ersten Verluste des Krieges zu verzeichnen. Am 5. August 1964 wurden bei Angriffen auf die Schnellbootbasis von Hon Gay die Leutnants R. C. Sather der Staffel VA-145 (A-1H Skyraider) und Everett Alvarez der Staffel VA-144 (A-4C Skyhawk) abgeschossen. Sather wurde tödlich getroffen, Alvarez geriet in Gefangenschaft und blieb dies bis 1973.
Insgesamt machte CVW-14 sieben Einsatzfahrten im Vietnamkrieg zwischen 1964 und 1973 auf den Trägern Constellation, Ranger und Enterprise. 1973 erhielt CVW-14 als erstes Geschwader der US Navy die Grumman F-14 Tomcat. Auch diese flogen 1975 noch Einsätze über Vietnam, jedoch nur zum Schutz der Evakuierungen beim Fall Südvietnams (Operation Frequent Wind).

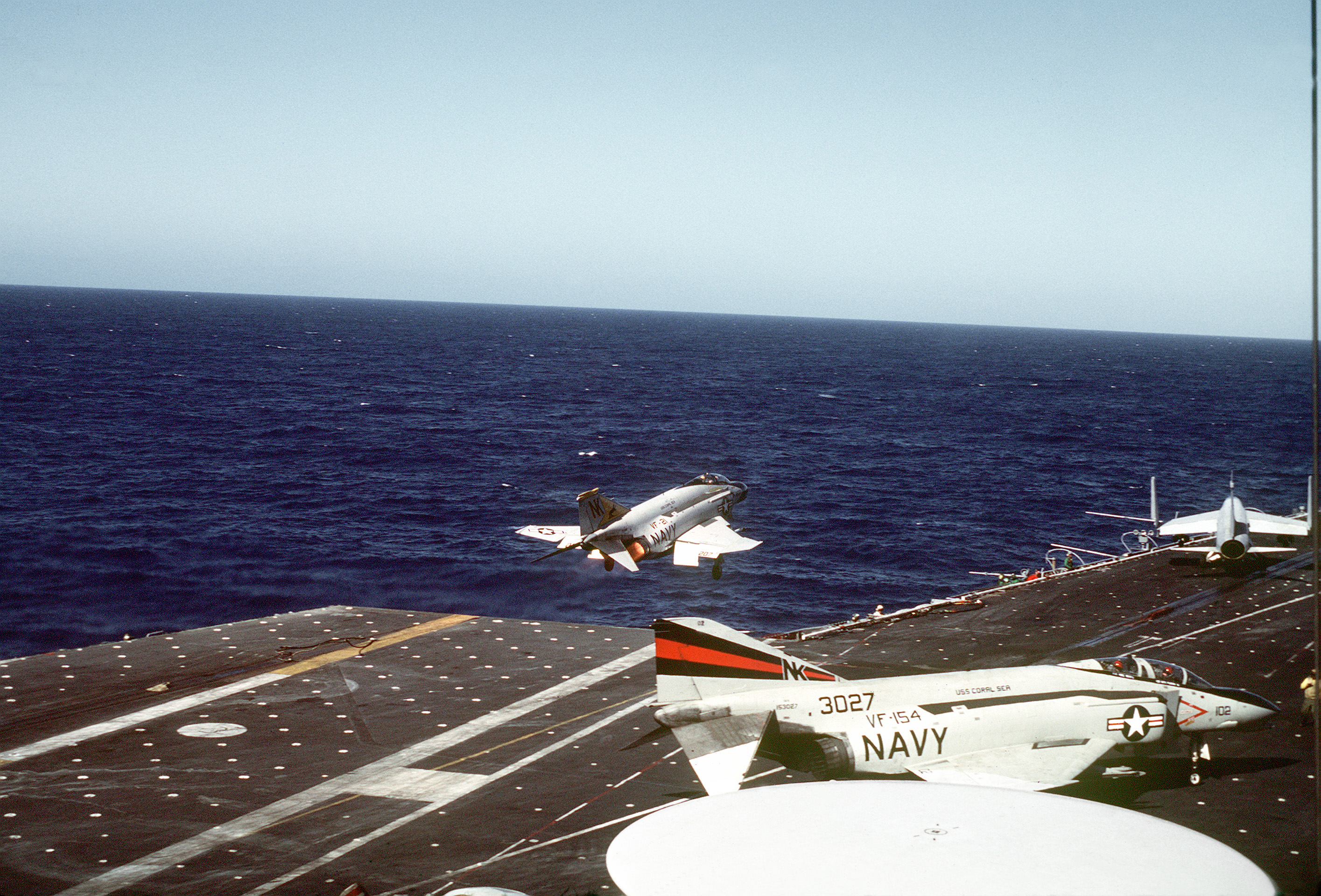
F-4N beim Start von der USS Coral Sea

Als für die Enterprise 1979 ein längerer Werftaufenthalt anstand, wechselte CVW-14 auf die Coral Sea. Bei der ersten Einsatzfahrt 1979/80 in den Westpazifik und den Indischen Ozean waren die Jagdstaffeln VMFA-323 und VMFA-531 des US Marine Corps Teil des Geschwaders. Es war dies das erste Mal seit dem Zweiten Weltkrieg, dass Staffeln der Marines die Jagdstaffeln für ein Geschwader der US Navy stellten. Während dieser Einsatzfahrt kam es zur Geiselnahme von Teheran in deren Folge die Flugzeugträger Coral Sea und Nimitz in den Indischen Ozean beordert wurden. Von diesen beiden Trägern wurde am 24. April 1980 die missglückte Operation Eagle Claw zur Befreiung der Geiseln gestartet. Die Flugzeuge des CVW-14 waren für diese Operation extra mit schwarz-rot-schwarzen Erkennungsstreifen auf dem rechten Flügel versehen worden.
Es folgten zwei weitere Einsatzfahrten auf der Coral Sea, bevor CVW-14 1985 bis 1989 auf die Constellation zurückkehrte. 1990 erfolgte wieder ein Wechsel zur Independence. Von diesem Träger aus eingesetzt nahm das Geschwader an der Operation Desert Shield teil. Im August 1991 löste die Independence die Midway als in Japan stationierter Träger ab. Die Staffeln VF-21 und VF-154 mit F-14 Tomcat und VS-21 mit S-3 Viking wechselten zu CVW-5, da diese Flugzeugtypen nicht von der Midway aus operieren konnten. Die übrigen Staffeln von CVW-14 wechselten auf die Midway  von der sie noch einen Monat aus bis zur Außerdienststellung des Trägers flogen.

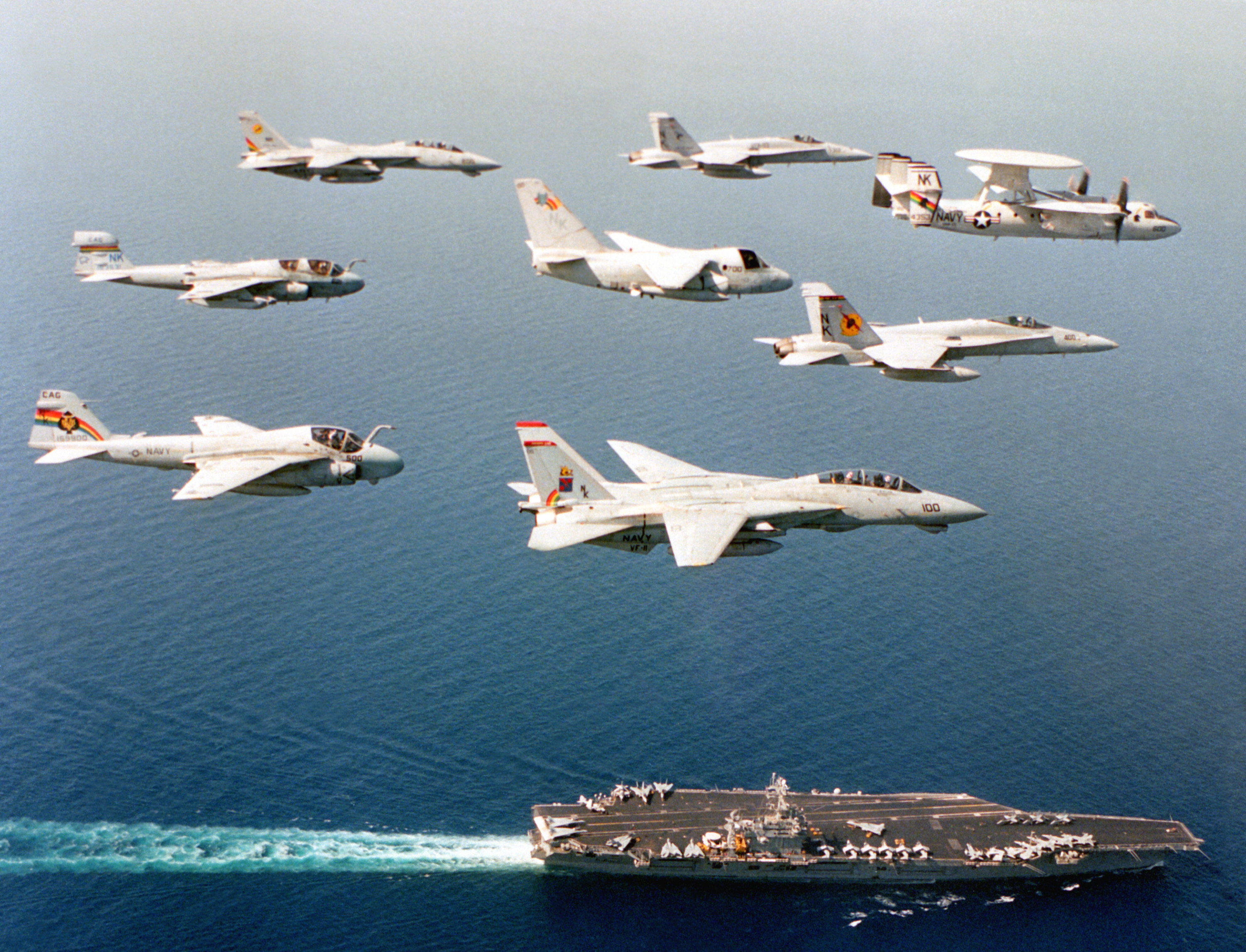
CVW-14 über der USS Carl Vinson, 1994

Die nächste Einsatzfahrt erfolgte erst 1994 von Bord der Carl Vinson aus. Während dieser Einsatzfahrt nahm CVW-14 an den Operationen Southern Watch und Desert Strike teil. Bei der Operation Desert Strike flogen Flugzeuge des CVW-14 Geleitschutz für Boeing B-52 der USAF. 1998 wurde der Marineflieger-Stützpunkt NAS Lemoore (Kalifornien) neuer Heimatstützpunkt des CVW-14.
1998 bis 2002 wurde das Geschwader von der Abraham Lincoln aus eingesetzt, so unter anderem 2002 im Rahmen der Operation Northern Watch im Nordpazifik. Im gleichen Jahr war das Geschwader bei den Operationen Enduring Freedom in Afghanistan und Iraqi Freedom im Irak eingesetzt. Zum Ende der Einsatzfahrt besuchte Präsident George H. W. Bush die Abraham Lincoln. Es war das erste Mal, dass ein US-Präsident mit einem Trägerflugzeug (einer S-3B der Staffel VS-35) auf einem Flugzeugträger landete und nicht mit einem Hubschrauber.
2004 erfolgte ein Wechsel zur John C. Stennis, 2006 der bisher letzte Wechsel zur Ronald Reagan. Von beiden Trägern aus wurde das Geschwader bei der Operation Iraqi Freedom eingesetzt. Bis 2012 folgten fünf weitere Einsatzfahrten auf der Ronald Reagan. Ursprünglich war CVW-14 2012 dann zur Außerdienststellung vorgesehen. Diese Entscheidung wurde jedoch am 20. März 2012 rückgängig gemacht. Alle Staffeln des Geschwaders wechselten allerdings zu CVW-11 an Bord der Nimitz, während CVW-2 der Ronald Reagan zugeteilt wurde. 2013 wurde CVW-14 dann im Zuge von Budgetkürzungen außer Dienst gestellt.

## Letzte Zusammensetzung
Seit 1945 gibt es bei der U.S. Navy ein festes System zur Identifizierung von Geschwadern oder Staffeln (Visual Identification System for Naval Aircraft). Anfänglich bestand dies aus geometrischen Mustern auf dem Heckleitwerk. Da diese jedoch schwer zu merken oder zu beschreiben waren, wurden schon im Juni 1945 Buchstaben eingeführt, um die Geschwader zu unterscheiden. CVG-101/CVG-14 wurde der Buchstabe „A“ zugewiesen. 1957 wurden die einzelnen Buchstaben durch doppelte ersetzt. Im Allgemeinen haben die Geschwader der Atlantikflotte als ersten Buchstaben ein „A“, die der Pazifikflotte ein „N“. Das Carrier Air Wing FOURTEEN erkannte man an dem Code (Tailcode) NK. Die einzelnen Staffeln des Geschwaders werden in 100ter-Schritten durchnummeriert, das Flugzeug des Geschwaderkommandeurs (Commander, Air Group (CAG)) erkennt man an der auf „00“ endenden taktischen Nummer.
2012 wurde CVW-14 von Captain Captain Hamlin A. Ortiz-Marty kommandiert, sein Stellvertreter war Captain Captain Kevin Mannix.
Dem Carrier Air Wing Fourteen (CVW-14) gehören zuletzt (September 2011) folgende Staffeln an:

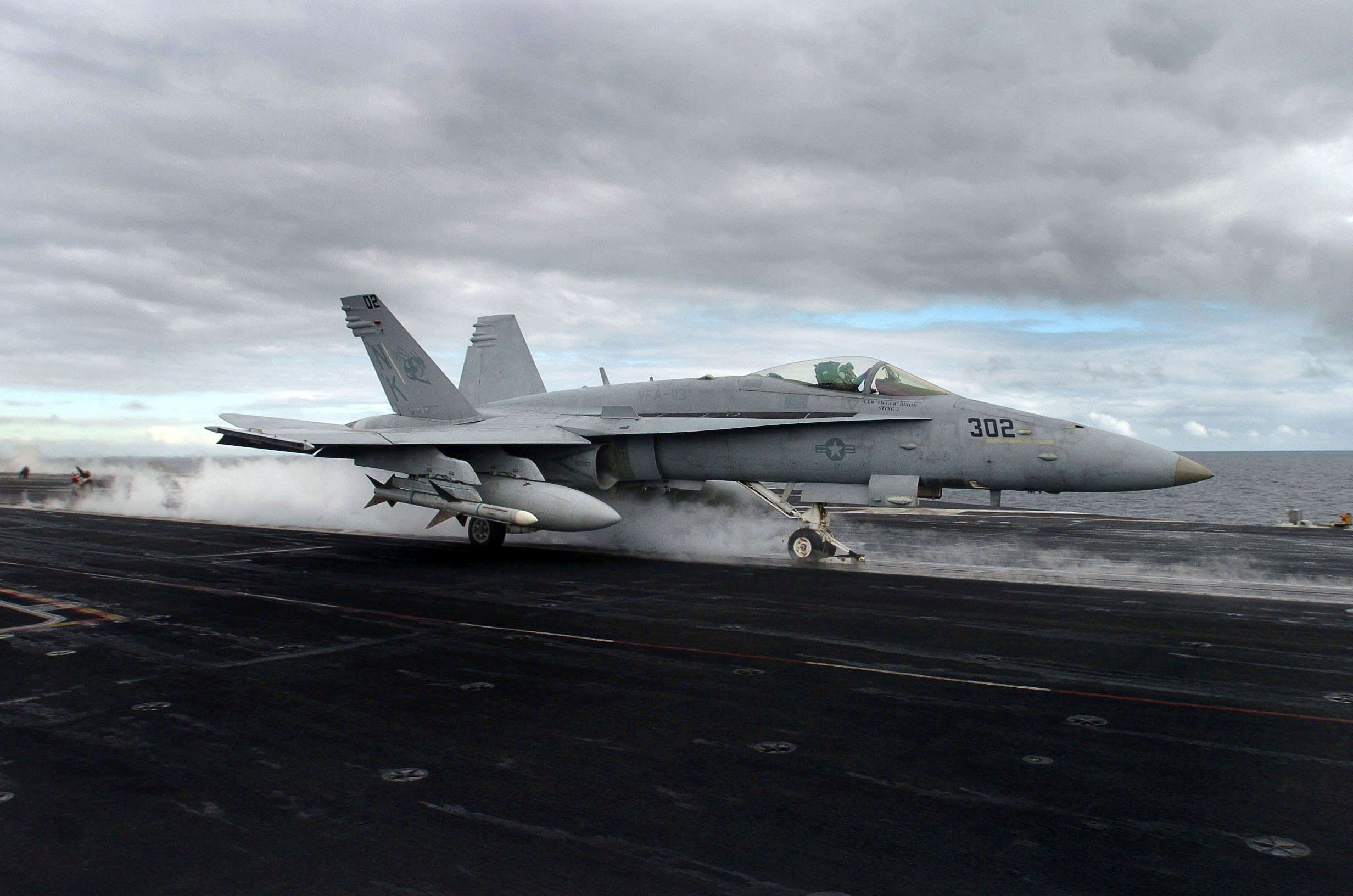
F-18C der Staffel VFA-113 des CVW-14 beim Start von der USS John C. Stennis

| taktische Nummer | Staffel       | Flugzeugtyp                           | Spitzname      | Radio Callsign    |
| ---------------- | ------------- | ------------------------------------- | -------------- | ----------------- |
| 100              | VFA-154       | Boeing F/A-18F „Super Hornet“         | Black Knights  | Knight            |
| 200              | VFA-147       | Boeing F/A-18E „Super Hornet“         | Argonauts      | Jason             |
| 300              | VFA-146       | McDonnell Douglas F/A-18C „Hornet“    | Blue Diamonds  | xx                |
| 400              | VMFA-323      | McDonnell Douglas F/A-18C(N) „Hornet“ | Death Rattlers | xx (USMC-Staffel) |
| 500              | VAQ-139       | Grumman EA-6B „Prowler“               | Cougars        | Cougar/War Cat    |
| 600              | VAW-113       | Grumman E-2C „Hawkeye 2000“           | Black Eagles   | Eagle/Black Eagle |
| 610              | HS-4          | Sikorsky SH-60F/HH-60H „Seahawk“      | Black Knights  | Fetch/Knight      |
| xx               | VRC-30 Det. 1 | Grumman C-2A „Greyhound“              | Providers      | Password          |